# Luis María Usoz
Luis María Usoz Quintana (San Sebastián, Guipúzcoa, 19 de octubre de 1932 - Madrid, 10 de marzo de 1992) es un exjugador de hockey sobre hierba español. Su logro más importante fue una medalla de bronce en los juegos olímpicos de Roma 1960 con la selección de España. Con varios hijos que heredaron la pasión del hockey como Pablo Usoz y Luis María Usoz.
Jugó con los equipos donostiarras «Batablanca», «Tenis» y «Gaviria», pasando posteriormente al Polo de Barcelona y al Club de Campo de Madrid.
Tras dos participaciones olímpicas pasó a ser técnco de la Selección absoluta de Hockey, con la que acudió a México 1968, siendo preparador nacional (segundo del seleccionador).
Fue director técnico de la selección Absoluta femenina en los Campeonatos del Mundo de 1983, habiendo sido asimismo entrenador del Club de Campo. Director Técnico de la Federación Española de Hockey. 
Existe un Club Deportivo Hockey Luis María Usoz.

## Participaciones en Juegos Olímpicos
- Roma 1960, medalla de bronce.
- Tokio 1964, cuarto puesto.